# Business Roundtable
La Business Roundtable est un lobby conservateur,,, des dirigeants des grandes entreprises américaines créé en 1972 par John Harper pour faire pression sur les politiques publiques du Gouvernement fédéral des États-Unis.

## Histoire
La Business Roundtable  est fondé en 1972 par John Harper, PDG du groupe Alcoa, et Fred Borch, PDG de General Electric, qui étaient préoccupés de l'hostilité croissante du public envers les grandes sociétés et le développement de la réglementation fédérale sur le travail et sur les syndicats dans un marché international de plus en plus concurrentiel.
Après des discussions avec John Bowden Connally, secrétaire au Trésor du président Richard Nixon, et Arthur Bums, président de la Réserve fédérale, John Harper et Fred Borch décident de mettre en place une organisation de lobbying qui représenterait spécifiquement les grandes banques et les sociétés. John Harper devient le premier président, suivi par Thomas Murphy de General Motors, Irving Shapiro de DuPont, et Clifford Garvin d'Exxon.
Le groupe a été formé par la fusion de trois organismes préexistants: le March Group, composé de chefs d'entreprise qui se réunissaient de manière informelle pour examiner les questions de politique publique, le Construction Users Anti-Inflation Roundtable, un groupe consacré à la maîtrise des coûts de construction, le Labor Law Study Committee, en grande partie composée de cadres des grandes entreprises.

## Activités

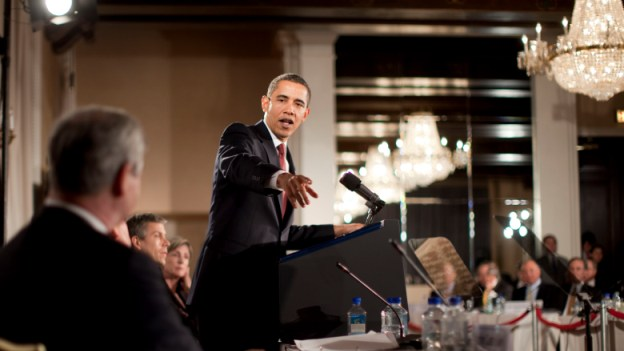
Barack Obama prononce un discours devant la Business Roundtable à Washington en 2009.

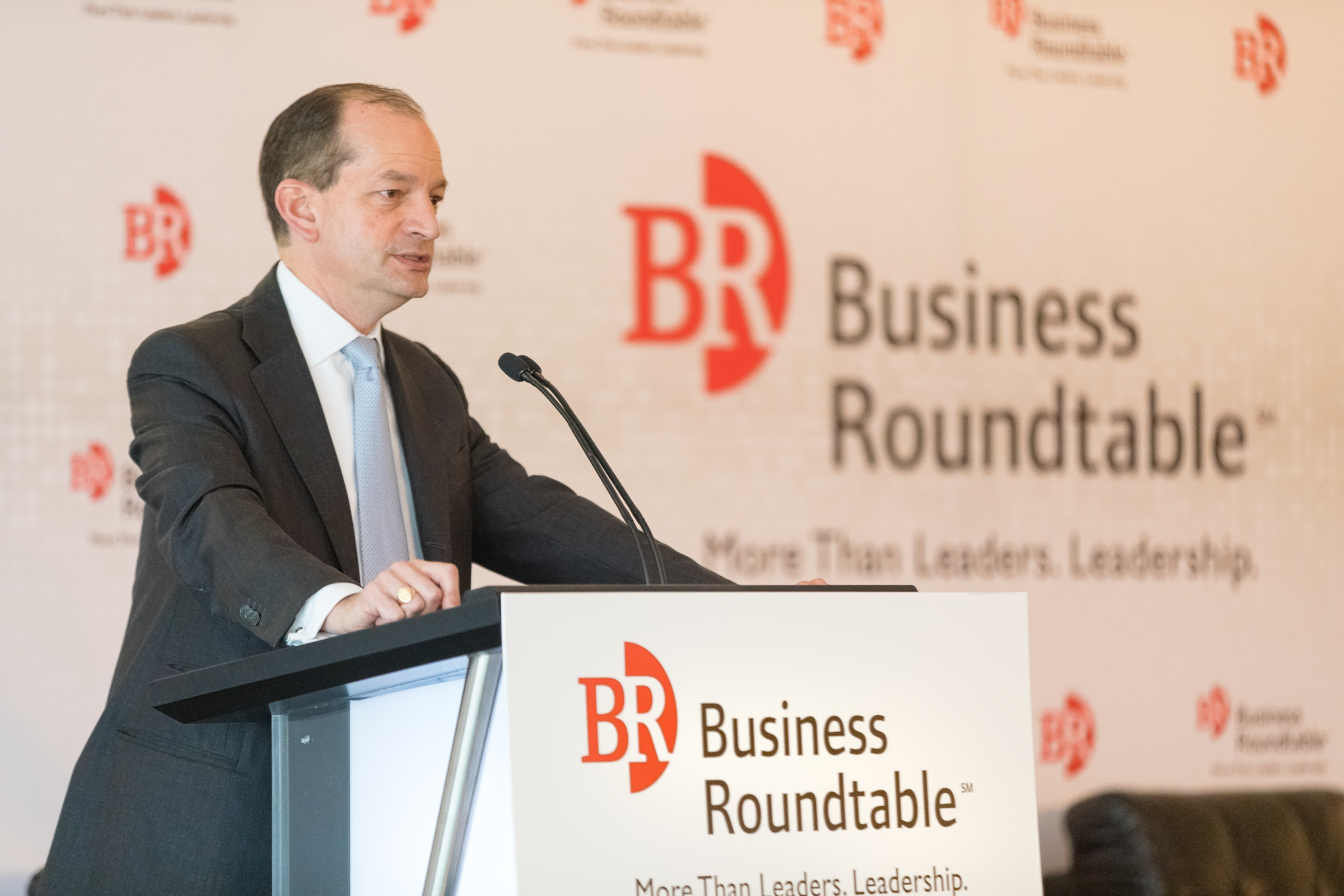
7 juin 2017 - Washington, D.C. - Le secrétaire américain au Travail, Alexander Acosta, prend la parole lors de la discussion de la Business Roundtable intitulée "Work In Progress How Ceos Are Helping Close America's Skills Gap" (Le travail en cours : comment les entreprises contribuent à combler le déficit de compétences en Amérique). Photographie officielle du Département du travail américain.

D'après une étude effectuée par le Congress Watch, au moins 58 % des entreprises affiliées au Business Roundtable ont versé des pots-de vin et des commissions illégales au cours des cinq années étudiées (1973-1978).
La Business Roundtable a joué un rôle clé dans l’échec  du projet de loi anti-trust de 1975 et l’échec de la création d'une agence de protection des consommateurs en 1977 par Ralph Nader. Elle a lutté pour limiter l'impact de la loi Humphrey–Hawkins Full Employment Act . Mais sa victoire la plus significative fut le blocage de la réforme du droit du travail. Une réforme qui visait à renforcer le droit du travail et rendre plus difficile pour les entreprises le contrôle des syndicats. La Business Roundtable a aussi réussi, grâce à son lobbying agressif, à bloquer un projet de loi en 1977 de l'AFL-CIO, le principal regroupement syndical des États-Unis, pourtant déjà passé à la Chambre des représentants , en obtenant les 60 voix nécessaires au Sénat pour faire obstruction.
En matière de politique budgétaire, la Business Roundtable est responsable de l'élargissement des réductions d'impôts de 1985, prévues par la loi du président Ronald Reagan, en particulier avec de fortes réductions de l'impôt sur les sociétés. En matière de politique commerciale, elle plaide pour l'ouverture des marchés étrangers aux échanges et aux investissements américains. L' Omnibus Foreign Trade and Competitiveness Act de 1988 reflète l'action de la Business Roundtable. En 1990, la Business Roundtable exhorte le président George H. W. Bush à créer un accord de libre-échange avec le Mexique. En 1993, la Table ronde fait pression en faveur de l'ALENA et contre tous les accords secondaires importants sur le travail et l'environnement. Elle fournit l'argent et le leadership pour défendre le principal lobby pro-ALENA. En 1991, la commission sur la santé de la Business Roundtable, présidé par le CEO de Prudential Financial, Robert C. Winters, a applaudi le plan du président Bush, qui comprenait principalement des subventions aux industries de la santé. 
La Business Roundtable s'oppose aussi avec succès à un changement sur le mode de gouvernance des entreprises qui auraient rendu les conseils d'administration et les dirigeants davantage responsables devant les actionnaires. En 1986, elle convainc la Securities and Exchange Commission de renoncer à de nouvelles règles sur les fusions et acquisitions, et en 1993, elle convainc le président Bill Clinton de limiter son projet pour imposer des sanctions sur les salaires excessifs des dirigeants. Le PDG de Citigroup, John Reed, président d'un groupe de travail sur la comptabilité de la Business Roundtable, a fait valoir que le plan Clinton aurait eu des effets négatifs sur la compétitivité américaine.
Elle a fortement défendu l'adoption de la No Child Left Behind Act de 2002 ", qui élargit le rôle du gouvernement fédéral dans l'éducation à travers des tests scolaires annuels, sur les qualifications des enseignants, et sur les modes de financement; et elle travaille activement avec les États à sa mise en œuvre.
La Business Roundtable agit actuellement comme un lobby important qui vise à étendre ou à maintenir les droits des administrateurs dans les grandes entreprises. En 2010, elle s'est fortement opposée à la Securities and Exchange Commission (SEC) qui adopta la règle shareholders access to proxy, qui vise à donner plus de pouvoir aux actionnaires dans la proposition et la nomination des administrateurs de grandes sociétés. Le président de la Business Roundtable, John Castellani s'est publiquement et fortement opposé à cette règle; et dans ce combat, la Business Roundtable finit par prendre le dessus : la règle de la SEC a finalement été abandonnée après un lobbying intense et des poursuites judiciaires.
Actuellement, la Business Roundtable représente 5 000 milliards de dollars de chiffre d'affaires, 10 millions de salariés, un tiers de la capitalisation boursière américaine. La Business Roundtable regroupe plus de 150 dirigeants et PDG des plus grandes entreprises américaines et fournit l'indice de confiance trimestriel des PDG américains.

## Polémiques
La Business Roundtable a été identifiée par les défenseurs de la démocratie et des droits des propriétaires comme le principal inhibiteur de progrès en matière de gouvernance d'entreprise. Ils affirment que, grâce à son lobbying sur la SEC, le NYSE et d'autres organismes de réglementation et d'autoréglementation, la Business Roundtable a cherché à limiter les droits des actionnaires (en particulier la volonté de pouvoir nommer les administrateurs). Les critiques de la Business Roundtable affirment que, cette dernière a mis l'accent uniquement sur l'augmentation du pouvoir exécutif et de la rémunération des dirigeants aux dépens des actionnaires.
- Dans son livre de 2007,  Corpocracy: How CEOs and the Business Roundtable Hijacked the World's Greatest Wealth Machine -- And How to Get It Back, Robert AG Monks, un actionnaire militant, soutient que le Business Roundtable est un acteur clé dans la dilution constante des droits des actionnaires, et que cela a contribué à la flambée des rémunérations des PDG.
- Le sociologue G. William Domhoff dans son livre Who Rules America?, soutient que la Business Roundtable soutient un réseau de contrôle de l'entreprise dont l'influence s'étend sur l'économie, la politique et les médias; une institution participant de la concentration des pouvoirs et de la richesse dans la classe supérieure américaine.
- L'Universitaire Robert R. Locke, (auteur de Confronting Managerialism) identifie la Business Roundtable comme un contributeur majeur à ce qu'il appelle Managerialism, le passage du pouvoir dans les entreprises des propriétaires / actionnaires au profit des managers et dirigeants d'entreprises. Son ouvrage de 2011, Confronting Managerialism: How the Business Elite and Their Schools Threw Our Lives Out of Balance explore plusieurs cas dans lesquels la Business Roundtable s'est opposée changements des règles de gouvernance des entreprises qui aurait permis aux actionnaires d'augmenter leur pouvoir de contrôle.
- Le journaliste d'investigation, David DeGraw a critiqué la Business Roundtable dans son rapport The Economic Elite Vs. The People of the United States of America qui a déclenché le mouvement des 99%. DeGraw affirme que la Business Roundtable, une organisation représentant 500 des plus grands PDG américains, se trouve au centre du pouvoir économique américain. L'année de sa création a coïncidé avec l'explosion des salaires des chefs d'entreprise. Elle est à l'origine d'une concentration sans précédent des richesses. Sa domination sur l'économie et le gouvernement américain est sans précédent. Toute législation qui affecte les membres de la Business Roundtable n'a aucune chance de passer sans leur soutien. Le projet de loi de réforme de la santé a dégénéré en ce qui équivaut à un plan de sauvetage de l'industrie et des assurances dans le domaine de la santé par l'action des lobbyistes de la Business Roundtable. Presque tous les aspects de la réforme financière sont mort-nés avec leur action. La hausse drastique des dépenses militaires est aussi le résultat des lobbyistes de la Business Roundtable. C'est selon David DeGraw, l'organisation la plus influente et la plus puissante des États-Unis[9].

## Comité exécutif

### Président
- James McNerney, Président & CEO, The Boeing Company[10].

### Vice-présidence
- David M. Cote, CEO de Honeywell International Inc.[10].
- Andrew Liveris, CEO de Dow Chemical[10].

### Membres du comité exécutif
- Ajay Banga, CEO de MasterCard[10].
- Alexander M. Cutler, CEO de, Eaton Corporation[10].
- Gary W. Loveman, CEO de Caesars Entertainment Corporation[10].
- Douglas R. Oberhelman, CEO de Caterpillar[10].
- Rex Tillerson, CEO de ExxonMobil[10].
- Randall L. Stephenson, CEO de AT&T Inc.[10]
- Harold McGraw III, CEO de McGraw-Hill[10].
- Ursula Burns, CEO de Xerox[10].
- Kenneth Chenault, CEO de American Express[10].
- Jamie Dimon, CEO de JPMorgan Chase[10].
- Michael T. Duke, CEO de Walmart, Inc.[10]
- Jeffrey R. Immelt, CEO de General Electric[10].
- Edward B. Rust, Jr., CEO de State Farm Insurance[10].
- Louis R. Chenevert, CEO de United Technologies Corporation[10].
- Maggie Wilderotter, CEO de Citizens Communications Company[10].